# Turma da Boa Vontade
O levante da Turma da Boa Vontade também conhecido como Movimento da "Turma da Boa Vontade", refere-se a um grupo de trabalhadores desempregados que se mobilizaram nas ruas do Distrito Federal treze dias antes do golpe militar ocorrido em 1964. Seu objetivo era exigir melhores condições de vida em Taguatinga e na Cidade Livre atual Núcleo Bandeirante. Esse movimento social, que se tornou um marco histórico, demonstrou a capacidade de mobilização política da população e evidenciou as tensões sociais e políticas presentes na época.
Entre os dias 18 a 21 de março de 1964, ocorreram diferentes manifestações populares nas ruas de Taguatinga, Plano Piloto e na Cidade Livre. Intituladas como passeatas monstro pelo jornal Correio Braziliense, cerca de 3.000 trabalhadores reuniram-se na Esplanada dos Ministérios contra as força retornistas que se articulavam no Congresso Nacional, além disso, reivindicavam melhores condições de vida. Enquanto isso, 5000 trabalhadores invadiram, a subprefeitura da Cidade Livre (Núcleo Bandeirante), destruindo as instalações, sob a reivindicação de trabalho, habitação e alimentação. Já em Taguatinga cerca de 10.000 trabalhadores com as mesmas reivindicações também bloquearam estradas e prenderam quem tentasse romper o cerco.
A mobilização, inicialmente denominada como tumulto pelo jornal devido às depredações que ocorreram na subprefeitura, se iniciou com descontentamento dos trabalhadores que estavam sem salários e empregos, mas logo foi incorporado também pelos trabalhadores da construção civil que estavam de greve e por parte da população descontente com o poder público.
Além da greve dos trabalhadores da construção civil, havia também a articulação de uma greve de estudantes. As cidades de Taguatinga e Núcleo Bandeirante foram tomadas por piquetes que proibiram a circulação de ônibus e carros nas entradas e saídas da cidade. Sob o grito de “Pão ou Morte” e liderados pelo grupo “trabalhadores da boa vontade” os manifestantes reivindicavam melhores condições de vida. Mesmo diante a presença da polícia e dos bombeiros, armados com seus instrumentos de trabalho e com a bandeira nacional, o movimento não se calava.
Diante da resistência dos trabalhadores, mesmo sob forte repressão da polícia, somente com a presença do Chefe da Casa Civil da Presidência da República Darcy Ribeiro, em articulação com prefeito Ivo de Magalhães, é que a situação tendeu a se acalmar. Aceitando a constituição de uma comissão de negociação composta por representantes dos desempregados Raulino da Luz Amaral, capataz da turma, José Correia Agueira e do Sindicato dos Trabalhadores nas Indústrias da Construção e do Mobiliário de Brasília (Humberto Schettini).
Sob a promessa de trabalho e melhores salários, os protestos cessaram, mas marcaram a conjuntura pré-golpe de 1964 como um cenário de crise política, social e econômica nas ruas do Distrito Federal.
Após a instauração do golpe militar de 1964, o levante foi utilizado como inquérito policial contra o Governo João Goulart. No qual, o presidente destituído, o chefe da casa civil Darcy Ribeiro e o prefeito Ivo Magalhães foram indiciados como apoiadores das manifestações e greves ocorridas. 

### Trabalhadores da Boa Vontade
Os Trabalhadores da Boa Vontade, também conhecidos como Turma da Boa Vontade, eram grupos de trabalhadores desempregados que, usando instrumentos de trabalho próprios, em forma de voluntariado, realizavam o serviço de limpeza de ruas no Distrito Federal. A ideia surgiu na cidade-satélite de Sobradinho, quando cerca de 400 desempregados iniciaram a atividade “na esperança de que o prefeito pelo menos os gratificasse por tão útil trabalho”.
O êxito da experiência levou à proliferação, no Distrito Federal, de novas turmas de igual natureza. De tal modo que, no início de março, elas representavam um número de cerca de 6.400 trabalhadores, distribuídos por cinco turmas que operavam em cinco diferentes localidades.  As equipes se organizavam em dois turnos de trabalho, sendo supervisionadas por um trabalhador denominado “capataz de turma”.
Dito isso, o crescimento das turmas de trabalhadores acompanhava o crescimento populacional das cidades satélites no período.